# Шастри, К. А. Нилаканта
К. А. Нилаканта Шастри (англ. Kallidaikurichi Aiyah Nilakanta Sastri, там. க. அ. நீலகண்ட சாத்திரி; 12 августа 1892, Каллидайкуричи, Мадрасское президентство, Британская Индия (ныне округ Тирунелвели, штата Тамилнад) — 15 июня 1975, Мадрас, Индия) — индийский историк. Специалист по истории Южной Индии. педагог, профессор. Писал на английском языке.

## Биография
Тамильского происхождения.
Окончил Мадрасский университет. С 1913 по 1918 год — преподаватель Бенаресского индуистского университета. С 1918 по 1956 годы работал профессором Бенаресского, Мадрасского, Майсурского университетов. в 1929 году работал профессором истории в Национальном колледже в Тируччираппалли.
В начале 1950-х годов был президентом Всеиндийской восточной конференции. В 1954 году был назначен директором по археологии штата Майсур.
В 1957 году стал директором Института традиционных культур Юго-Восточной Азии при ЮНЕСКО в Мадрасе. Летом 1959 года был приглашённым профессором в Чикагском университете, где прочитал серию лекций по истории Южной Индии.
Автор многих капитальных работ по истории Индии, главным образом Южной, в период раннего средневековья. Издал также ряд сборников документов, записок путешественников по Индии и надписей. Принадлежит к умеренно-националистическому объективистскому направлению в индийской историографии.
Автор нескольких справочников по истории Южной Индии.
За свой вклад в науку и владение источниками в 1957 году был удостоен третьей высшей индийской гражданской награды Падмы Бхушан.